# Grand-Bourg
Pour la commune du Limousin, voir Le Grand-Bourg.
Grand-Bourg, parfois appelée Grand-Bourg de Marie-Galante (en créole guadeloupéen : Gwanbou ou Gwanbou Marigalant) est une commune française située sur l’île de Marie-Galante dans le département de la Guadeloupe.

## Géographie

### Localisation

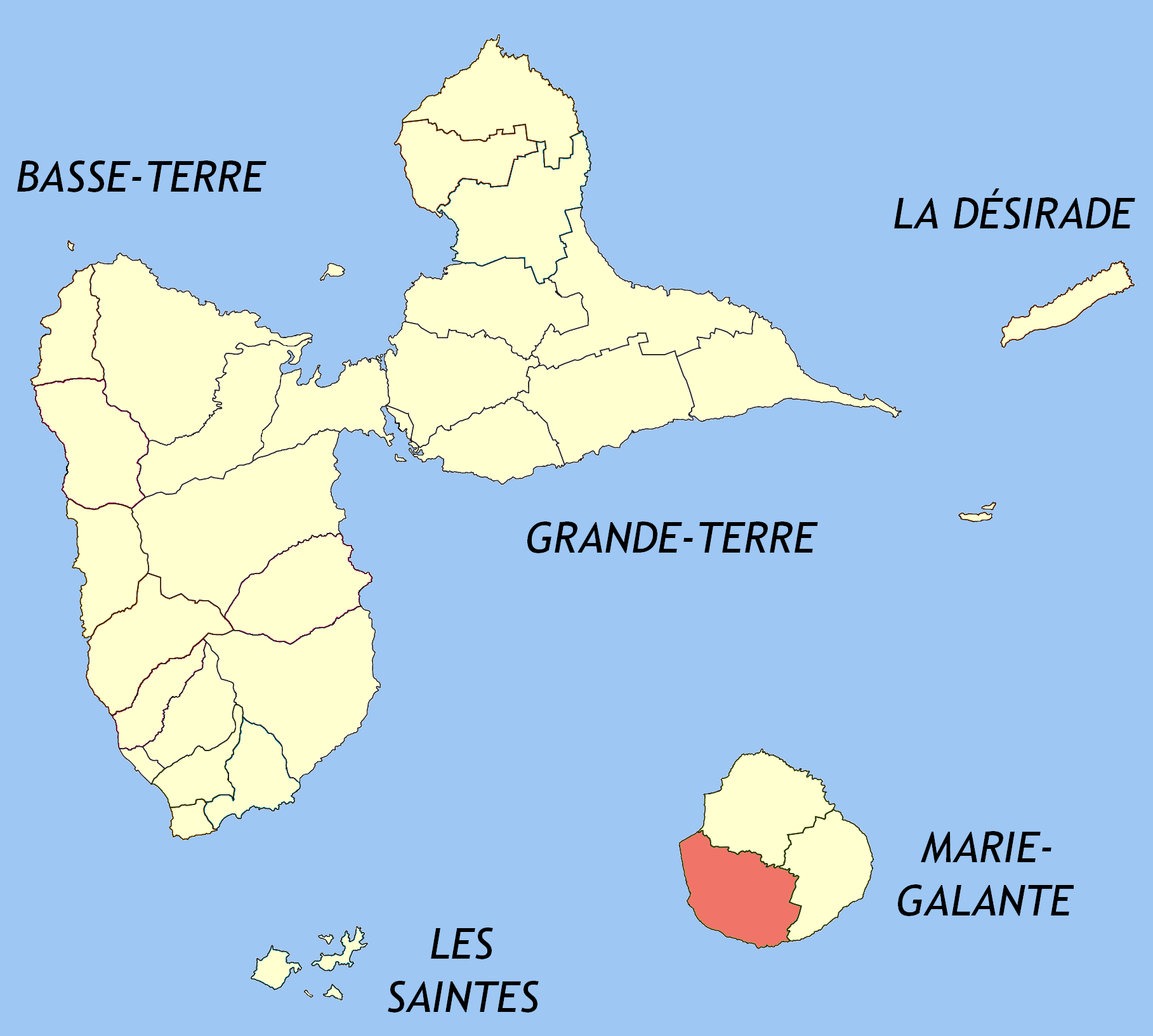
En rouge le territoire communal de Grand-Bourg.

S'étendant sur 55,5 km2 de superficie totale, la commune de Grand-Bourg est située au sud-ouest de l'île de Marie-Galante dont elle est le chef-lieu. La majeure partie de la commune est constituée d'un plateau vallonné. Celui-ci domine une large plaine littorale et une mangrove au nord, bordées de plages sur leur plus grande partie. Au sud, celles-ci sont protégées par une barrière corallienne. La limite nord de la commune suit la rivière de Saint-Louis.
|                  |             | Saint-Louis                 |
|                  | Grand-Bourg | Capesterre-de-Marie-Galante |
| Océan Atlantique |             |                             |

## Urbanisme

### Typologie
Grand-Bourg est une commune rurale, car elle fait partie des communes peu ou très peu denses, au sens de la grille communale de densité de l'Insee,,,. Elle appartient à l'unité urbaine de Grand-Bourg, une agglomération intra-départementale regroupant 1 commune et 4 678 habitants en 2022, dont elle est une ville isolée,.
La commune, bordée par l'océan Atlantique au sud-ouest, est également une commune littorale au sens de la loi du 3 janvier 1986, dite loi littoral. Des dispositions spécifiques d’urbanisme s’y appliquent dès lors afin de préserver les espaces naturels, les sites, les paysages et l’équilibre écologique du littoral, par exemple le principe d'inconstructibilité, en dehors des espaces urbanisés, sur la bande littorale des 100 mètres, ou plus si le plan local d’urbanisme le prévoit,.

### Lieux-dits et hameaux
La commune de Grand-Bourg accueille les lieux-dits de : Ballet, les Basses, Beauregard, Beaurenom, Bonnet, Bonneval, Bouquincant, Ducos, Durocher, Faup, Gay, Grande-Anse, Joubert, Lachapelle, Lami, Lépine, Mon-Repos, Moringlanne, Morne-Rouge, Pichery, Pirogue, Port-Louis, Quatrième-Portel, Rabi, Roussel, Saint-Marc, Siblet, Thibault, Vanniers.

## Histoire
Le Marais Folle Anse, vaste réserve d'eau douce, facilita l'installation des Arawaks dès le début du premier millénaire. Il est possible que Christophe Colomb débarqua à l'Anse Ballet en 1493 lors de son second voyage durant lequel il aborda la Guadeloupe à Sainte-Marie de Capesterre-Belle-Eau. En 1653, un fort est implanté par les colons français arrivés sur l'île depuis 1648.
La commune a été divisée en Grand-Bourg ville et Grand-Bourg campagne ou extra-muros de 1838 à 1849. En 1838, la ville de  Grand-Bourg utilisait alors le nom de Joinville en l'honneur du Prince de Joinville, après la tournée de François d'Orléans aux Amériques et aux Antilles françaises.

## Politique et administration

### Rattachements administratifs et électoraux
La commune appartient à l'arrondissement de Pointe-à-Pitre et au canton de Marie-Galante depuis le redécoupage cantonal de 2014. Avant cette date, elle était le chef-lieu du canton de Grand-Bourg. Pour l'élection des députés, Grand-Bourg fait partie depuis 1988 de la première circonscription de la Guadeloupe.

### Intercommunalité
La commune de Grand-Bourg est le siège depuis 1994 de la communauté de communes de Marie-Galante, dans laquelle elle est représentée par sept conseillers.
Très endettée, la commune de Grand-Bourg fait face à un fort déficit des recettes fiscales depuis de nombreuses années en raison notamment de la baisse des activités de l'île et de l'exode de ses habitants. Afin de ne pas augmenter drastiquement les impôts locaux, l'ensemble des membres du conseil municipal dirigé par Maryse Etzol décident, à l'issue des élections de 2020, de renoncer à leurs indemnités de mandat, et de travailler bénévolement durant trois ans à compter de juillet 2020, afin de soulager les comptes publics et de réaliser une économie estimée à un million d'euros sur la période concernée.

### Liste des maires
| Période                                  | Période                          | Identité         | Étiquette                   | Qualité |
| ---------------------------------------- | -------------------------------- | ---------------- | --------------------------- | --- |
| 1925                                     | 1940                             | Furcie Tirolien  | Rad.-soc.                   | Instituteur Président du conseil général de la Guadeloupe (1931 → 1935 puis 1938 → 1939) |
| Les données manquantes sont à compléter. |                                  |                  |                             | |
| 1945                                     | mars 1965                        | Furcie Tirolien  | Rad.-soc. puis RPF puis UNR | Instituteur Député de la Guadeloupe (1951 → 1958) Conseiller général du canton de Grand-Bourg (1945 → 1970) Président du conseil général de la Guadeloupe (1949 → 1950)                                                                                     |
| mars 1965                                | septembre 1981                   | Marcel Etzol     | RI puis UDF-PR              | Entrepreneur Conseiller général du canton de Grand-Bourg (1970 → 1982) |
| septembre 1981                           | mars 1989                        | Jean Girard      | PCG puis PPDG               | Conseiller général du canton de Grand-Bourg (1982 → 1994) |
| mars 1989                                | 14 mai 2013 (démission)          | Patrice Tirolien | FGPS                        | Enseignant Député européen (2009 → 2014) Député de la 1re circonscription de la Guadeloupe (1995 → 1997) Conseiller régional de la Guadeloupe (1992 → 2009)                                                                                                 |
| 14 mai 2013                              | en cours réélection en juin 2020 | Maryse Etzol     | Sans étiquette              | Médecin gériatre Conseillère régionale de la Guadeloupe (2004 → 2015) Conseillère départementale du canton de Marie-Galante (2015 → ) 6e vice-présidente du conseil départemental de la Guadeloupe (2015 → ) Présidente de la CC de Marie-Galante (2015 → ) |
| Les données manquantes sont à compléter. |                                  |                  |                             | |

### Jumelage
Grand-Bourg est jumelée à la commune de Bagneux dans les Hauts-de-Seine depuis 1998. Elle est également jumelée la ville de Babonneau à Sainte-Lucie depuis 2015 ainsi qu'au territoire Kalinago à la Dominique depuis août 2023.

## Population et société

### Démographie
L'évolution du nombre d'habitants est connue à travers les recensements de la population effectués dans la commune depuis 1961, premier recensement postérieur à la départementalisation de 1946. À partir de 2006, les populations de référence des communes sont publiées annuellement par l'Insee. Le recensement repose désormais sur une collecte d'information annuelle, concernant successivement tous les territoires communaux au cours d'une période de cinq ans. Pour les communes de moins de 10 000 habitants, une enquête de recensement portant sur toute la population est réalisée tous les cinq ans, les populations de référence des années intermédiaires étant quant à elles estimées par interpolation ou extrapolation. Pour la commune, le premier recensement exhaustif entrant dans le cadre du nouveau dispositif a été réalisé en 2006.

En 2022, la commune comptait 4 678 habitants, en évolution de −8 % par rapport à 2016 (Guadeloupe : −2,67 %, France hors Mayotte : +2,11 %).
| 1961  | 1967  | 1974  | 1982  | 1990  | 1999  | 2006  | 2011  | 2016  |
| ----- | ----- | ----- | ----- | ----- | ----- | ----- | ----- | ----- |
| 6 710 | 6 529 | 6 611 | 6 150 | 6 244 | 5 934 | 5 707 | 5 470 | 5 085 |

| 2021  | 2022  | - | - | - | - | - | - | - |
| ----- | ----- | - | - | - | - | - | - | - |
| 4 741 | 4 678 | - | - | - | - | - | - | - |

### Enseignement
Comme toutes les communes de l'archipel de la Guadeloupe, Grand-Bourg est rattaché à l'Académie de la Guadeloupe. La ville possède sur son territoire trois écoles maternelles (Faup, Les Foufous et Vanniers) et quatre écoles primaires (Bourg, Morne-Lolo et les deux écoles privées La Persévérance et Notre-Dame).
En ce qui concerne l'enseignement secondaire, la ville accueille le collège Gaston-Calmet et le lycée polyvalent Hyacinthe-Bastaraud qui présente la particularité de posséder une classe préparatoire au concours d'entrée à l'École nationale de la Marine marchande.

### Santé
Grand-Bourg accueille le principal hôpital de Marie-Galante, situé à Morne Ducos, le centre hospitalier Sainte-Marie d'une capacité totale de 51 lits assurant principalement les urgences, la médecine, le SSR, et la gynécologie. L'offre de soins est également apportée par la polyclinique privée Saint-Christophe.

### Sport
Le stade municipal de Grand-Bourg accueille les entrainements et matches du club de football de l'US Grand-Bourg. Le cyclisme est représenté par l'Union vélocipédique marie-galantaise (UVMG).

## Économie
Grand-Bourg assure une part importante de l'activité économique, commerciale et administrative de l'île. La commune accueille sur son territoire l'aérodrome de Marie-Galante assurant la desserte de l'île depuis l'aéroport Guadeloupe-Pôle Caraïbes. Le port est le plus important de l'île et accueille des activités de pêche et touristiques. 
Une part importante de l'économie de Grand-Bourg est toujours liée à la culture de la canne à sucre pour la production sucrière réalisée, depuis 1845, par l'usine de Grande Anse – administrée par la Sucrerie-Rhumerie de Marie-Galante (SRMG), elle est la seule de l'île –, d'une capacité théorique de broyage de 100 à 150 000 tonnes par an mais en pratique traitant moitié moins de canne depuis plusieurs années,. À terme, l'usine doit être couplée à la future centrale thermique de la compagnie Albioma, fonctionnant soit à la bagasse soit à une biomasse locale pour une puissance attendue de 6,5 MW afin d'augmenter l'autonomie de l'île vis-à-vis du système électrique de la Guadeloupe. Depuis les premières intentions de 2008, ce projet de centrale de cogénération est cependant regulièrement remis en cause voire abandonné.
Une part notable de la canne de Marie-Galante traitée à l'usine de Grande Anse est destinée à la fabrication de rhum de Guadeloupe assurée par les deux distilleries présentes sur le territoire de la commune : la distillerie Bielle et la distillerie Poisson (produisant le rhum du Père Labat).

## Culture et patrimoine

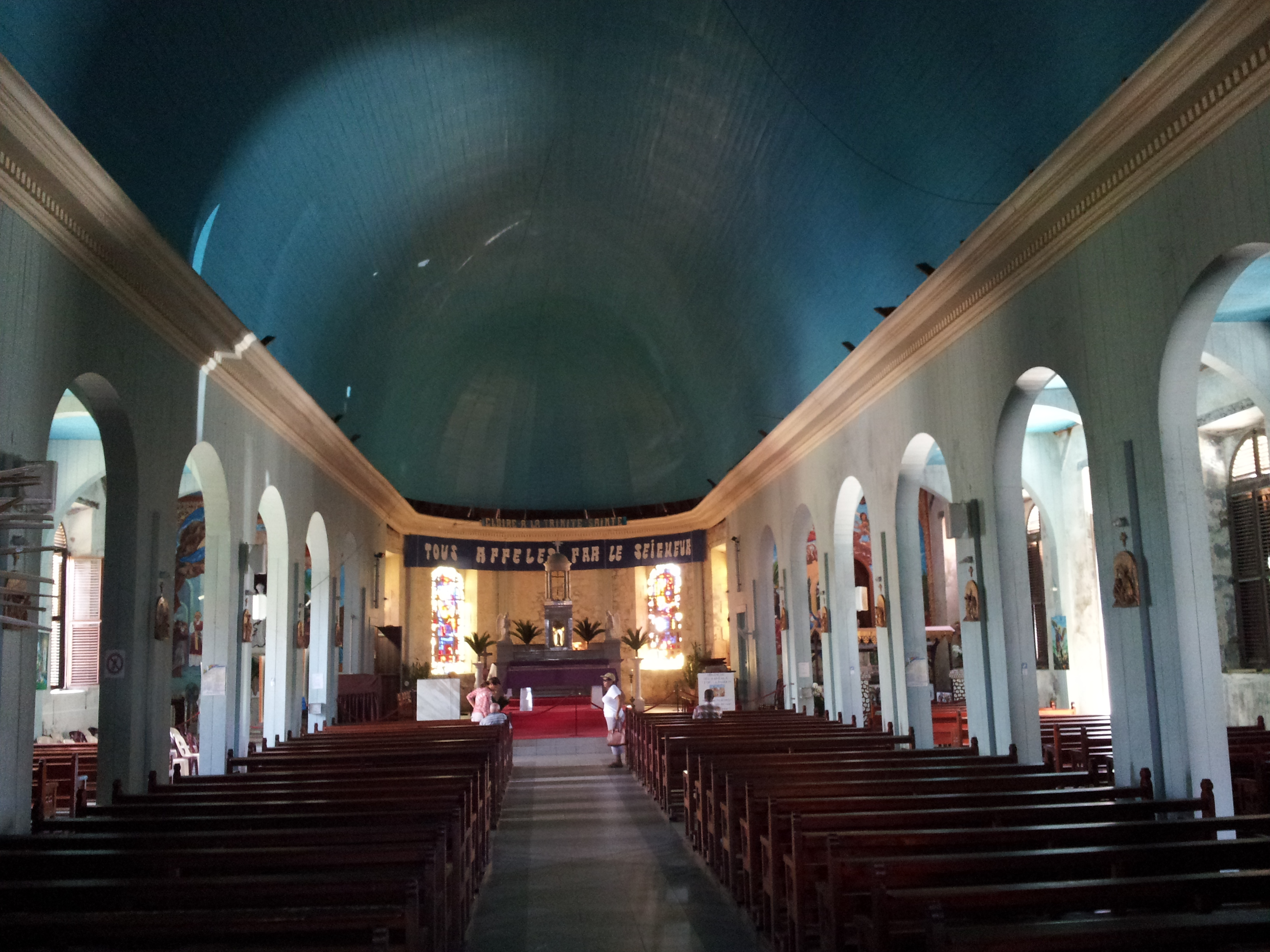
L'église de l'Immaculée-Conception.

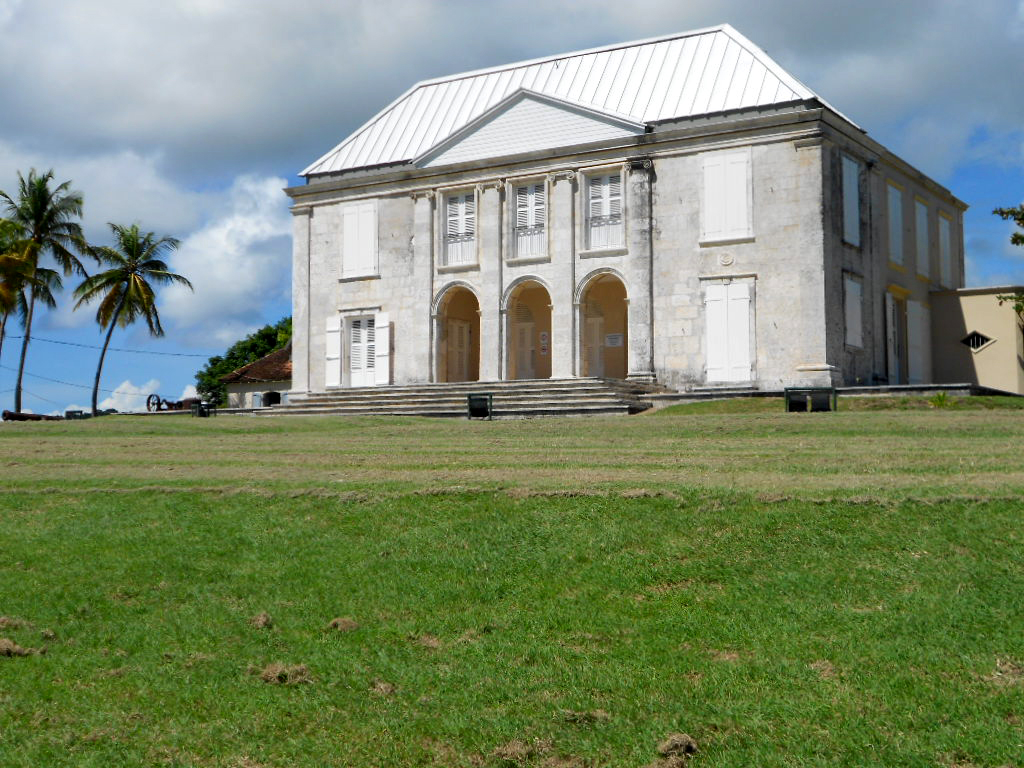
L'habitation Murat.

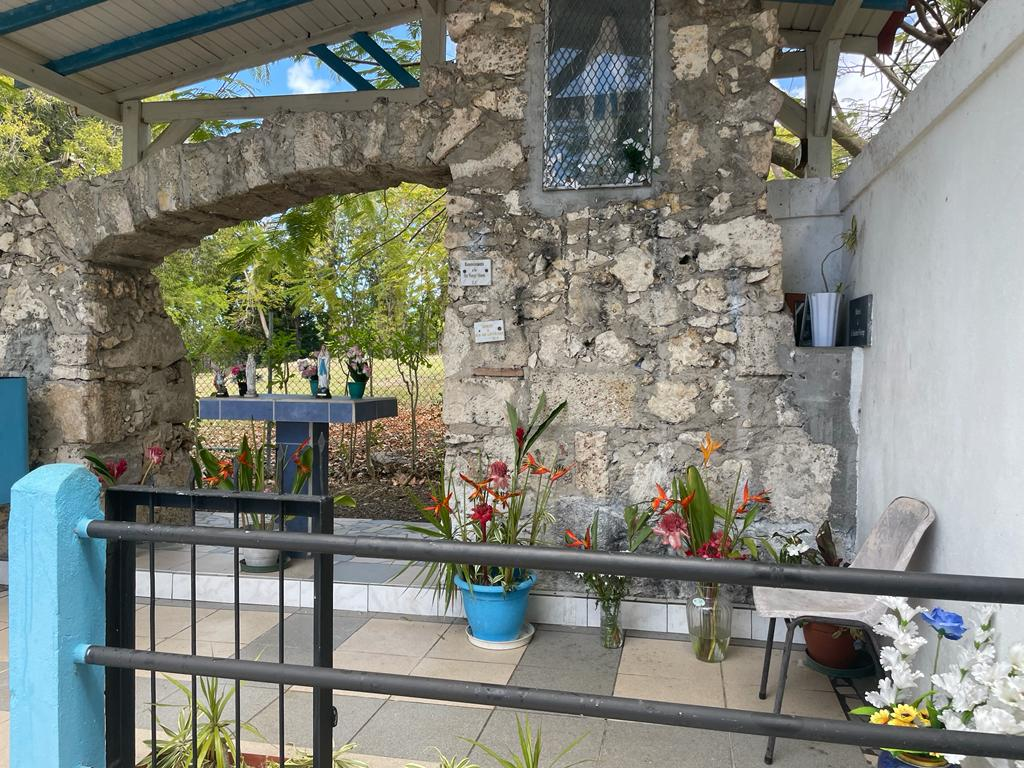
Grotte de Notre-Dame-de-Lourdes

### Lieux et monuments
- L'église de l'Immaculée-Conception construite à partir de 1827 et inscrite aux monuments historiques[25] en 1979.
- Après le passage de l'ouragan Okeechobee en septembre 1928 qui fit d'importants dégâts sur l'archipel, une politique de construction d'importants bâtiments civils a été entreprise sur la commune entre 1930 et 1935, avec une nouvelle mairie, un hôpital, et le palais de justice, tous œuvres de l'architecte Ali Tur[26].
- L'habitation Murat accueille diverses activités culturelles dont un écomusée dans un parc qui était, à l'époque coloniale, une importante sucrerie. Son moulin, le moulin Murat, est classé aux monuments historiques[27].
- La sucrerie Trianon, classée aux MH en 1981.
- La mare au Punch est un lieu commémoratif de l'abolition de l'esclavage.
- La grotte de Notre-Dame de Lourdes

### Personnalités liées à la commune
- Simone Créantor (1948-2020), née à Grand-Bourg, athlète du lancer du poids ayant été plusieurs fois championne de France
- Max Rippon, écrivain
- Furcie Tirolien, maire de Grand-Bourg de 1925 à 1940 et de 1945 à 1965, député de 1951 à 1958.
- Guy Tirolien, écrivain et fils de Furcie Tirolien.
- Patrice Tirolien, maire de Grand-Bourg de 1989 à 2014, député de 1995 à 1997, député européen de 2009 à 2014.
- Albertine Baclet, maire de Saint-Louis de 1965 à 1971, député 1967 à 1968.